# 3409 Abramov
Abramov (asteróide 3409) é um asteróide da cintura principal, a 2,6204536 UA. Possui uma excentricidade de 0,0823393 e um período orbital de 1 762,54 dias (4,83 anos).
Abramov tem uma velocidade orbital média de 17,62566746 km/s e uma inclinação de 1,39754º.
Este asteróide foi descoberto em 9 de Setembro de 1977 por Nikolai Chernykh.